# استوره اریکسون
استوره اریکسون (انگلیسی: Sture Ericsson؛ ۱۵ ژانویه ۱۸۹۸ – ۶ سپتامبر ۱۹۴۵) ژیمناست هنری اهل سوئد بود.
وی در مسابقات کشوری و بین‌المللی در مجموع برندهٔ ۱ مدال طلا شده‌است.